# SdKfz 265 Panzerbefehlswagen
El Kleiner Panzerbefehlswagen (en español: Vehículo de mando blindado ligero), conocido también por su designación de inventario de municiones Sd.Kfz. 265, fue el primer vehículo de mando blindado diseñado específicamente para el ejército alemán; un tipo de vehículo de combate blindado diseñado para proporcionar al comandante de una unidad de tanques movilidad y comunicaciones en el campo de batalla. Un desarrollo del primer tanque producido en masa del Ejército, el Panzer I Ausf . A, el Sd.Kfz. 265 vio una acción considerable durante los primeros años de la guerra, sirviendo en unidades Panzer hasta 1942 y con otras formaciones hasta finales de la guerra.
El kleiner Panzerbefehlswagen, es comúnmente conocido como tanque de mando, pero como no tiene torreta ni armamento ofensivo y simplemente está construido sobre el chasis del tanque ligero Panzer I, no retiene las capacidades ni el papel de un tanque . En cambio, funciona más a lo largo de la línea de un vehículo blindado para transportar al comandante de la unidad y su operador de radio bajo armadura por el campo de batalla.

## Historia
El Sd.Kfz. 265 fue diseñado para satisfacer una creciente necesidad dentro del ejército alemán de un tanque de mando, luego de darse cuenta de que los líderes de una formación panzer masiva tendrían que viajar en un tanque de algún tipo. Este vehículo tendría que llevar equipo y personal adicionales para ayudar al comandante de campo en sus funciones. El Panzer IA entonces en servicio carecía de transmisor y, por lo tanto, no era adecuado para los comandantes, ya que tendrían que abandonar el tanque y depender de vehículos más vulnerables para llevar un transmisor para poder dar órdenes a su formación.
Deseando conservar la armadura y la movilidad del Panzer I, se decidió modificar el Panzer I Ausf. A para hacer el trabajo. No del todo satisfactorio, se requirió un rediseño significativo del chasis, aunque esto finalmente proporcionó la base para mejoras en la línea de tanques de combate.

## Diseño
Para aumentar el espacio para un comandante de unidad, operador de radio y un transmisor de radio FuG 6 con equipo asociado, se eliminó la torreta giratoria y el armamento principal del tanque de combate Panzer I. Se instaló una superestructura alta y fija que contenía espacio para que trabajaran el comandante y el operador de radio, y se montó una sola ametralladora montada en una bola en el blindaje frontal de esta para darle al tanque una medida de potencia de fuego defensiva. Accesorios en el vehículo previstos para el transporte de 900 cartuchos de munición para la ametralladora, que era una MG 34 o una MG 18, aunque en el campo era común que se retirara el almacenamiento de armas y municiones para dejar espacio interno adicional. Si bien existía espacio dentro de esta estructura para tableros de mapas, papeleo y otros equipos necesarios para el comando operativo y la operación de radio, el interior del vehículo siguió siendo pequeño, un factor que llevó a su rápido reemplazo por conversiones de tanques más grandes.
Se hicieron seis conversiones de este tipo, pero mientras tanto se desarrolló un nuevo chasis que ofrecía más espacio para las modificaciones, y todos los vehículos de producción se fabricaron sobre esta base más grande. Además de más espacio, el motor Krupp M305 de 4 cilindros refrigerado por aire de 60 hp del tanque original fue reemplazado por un Maybach NL38TR de 6 cilindros refrigerado por líquido de 100 hp para alimentar no solo el vehículo, sino el equipo recién instalado. El nuevo chasis era más satisfactorio y pasaría a formar la base del segundo Panzer I producido en serie, el Ausf B.

## Historia operativa y de producción
Además de los seis prototipos basados en Panzer IA, Daimler-Benz construyó 184 ejemplos de producción entre 1935 y 1937, lo que significa que el ejército alemán recibió poco más de un Panzerbefehlswagen kleine por cada diez Panzer I Ausf. Tanques de combate A y B construidos. Entre 1935 y 1940 el Sd.Kfz. 265 Panzerbefehlswagen era el tanque de mando estándar de las divisiones Panzer alemanas. Cada división Panzer contenía dieciséis compañías de tanques, agrupadas en cuatro batallones, dos regimientos o una brigada, para un total de veintitrés cuarteles generales. Cada cuartel general recibiría al menos un tanque de mando. En 1940 el Sd.Kfz. 265 también se envió a los batallones de señales y observación de los regimientos de artillería Panzer.
El Sd.Kfz. 265 entraron en combate por primera vez en la campaña polaca de septiembre de 1939. Posteriormente, muchas se convirtieron en ambulancias blindadas Sanitätskraftwagen I (Sd.Kfz. 265) que sirvieron en la campaña francesa de 1940. De las 190 producidas, 96 todavía estaban en uso en mayo de 1940 al inicio de la invasión de Francia y los Países Bajos. Tras un aumento de 15 mm en la protección del blindaje (hasta un total de 28 mm) que se aplicó apresuradamente a las superficies de la superestructura como resultado de las experiencias de combate en Polonia, el Sd.Kfz. El tanque de mando 265 continuó en uso durante las invasiones de Francia y los Países Bajos, y en 1941 muchos fueron enviados a través del Mediterráneo para participar en elCampaña del norte de África . Sd.Kfz. 265 también vio una acción considerable en las Campañas de los Balcanes de 1941 antes de ser reemplazado por vehículos de comando más grandes. Aunque reemplazados a nivel de empresa, muchos continuarían viendo el servicio en niveles superiores de mando hasta 1942. Algunos también se utilizaron como vehículos de control de radio para Minenräum-Wagen BI / BII (Sd.Kfz.300). También se exportó un pequeño número a Hungría. Algunos todavía estaban en servicio con el ejército alemán cuando terminó la guerra, aunque delegados en gran medida a funciones de entrenamiento.

## Sobrevivientes

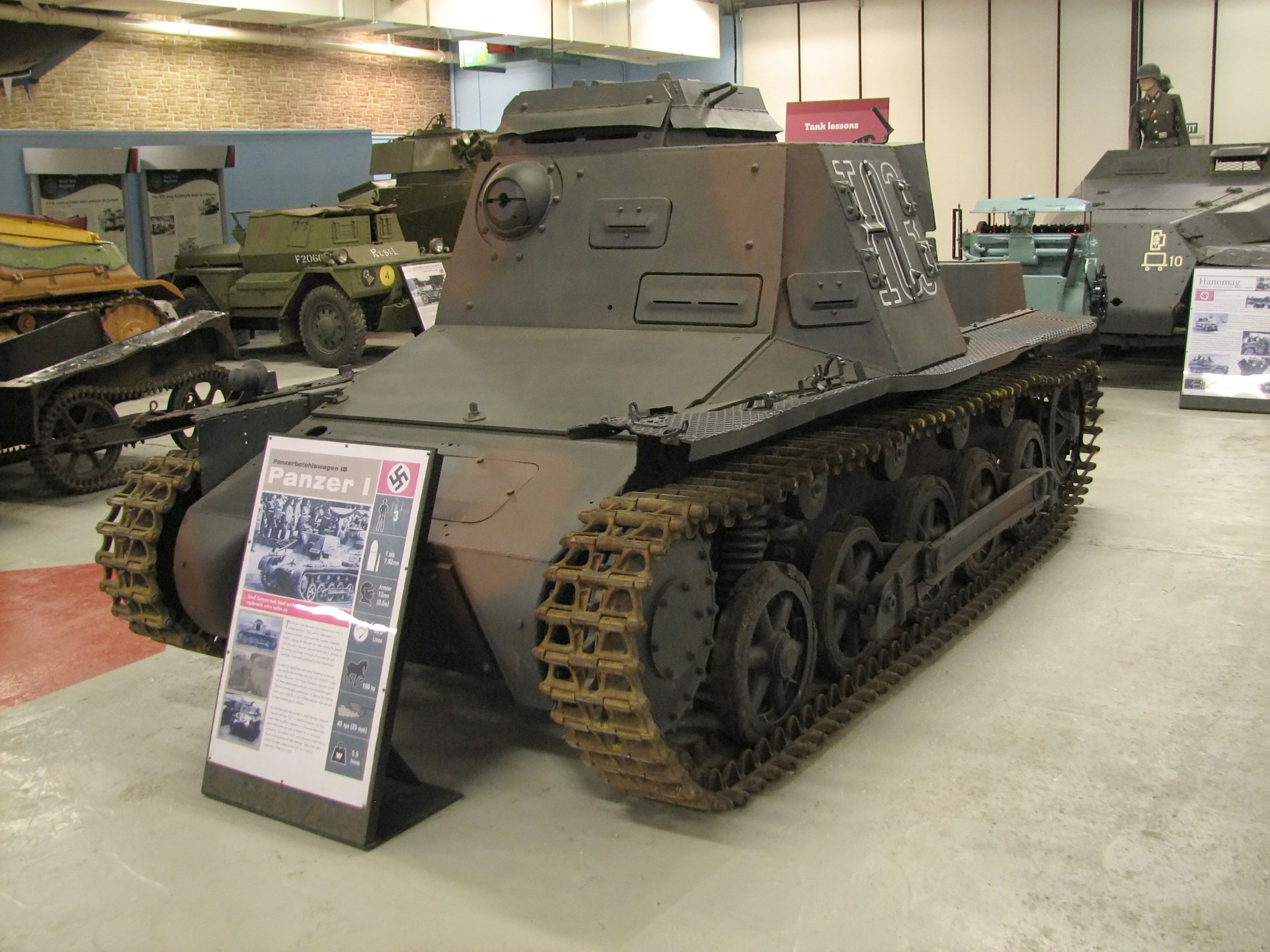
Panzerbefehlswagen en el Museo de Tanques de Bovington

- Sd.Kfz. 265 Panzerbefehlswagen I Ausf B con las marcas del 1.º Batallón de la 21.ª División Panzer (capturado en el norte de África) se exhibe en el Museo de Tanques de Bovington, Reino Unido.